# Elachista ripula
Elachista ripula is een vlinder uit de familie grasmineermotten (Elachistidae). De wetenschappelijke naam is voor het eerst geldig gepubliceerd in 1998 door Kaila.
De soort komt voor in Europa.